# Masisi
Masisi è una città e un territorio della Provincia del Kivu Nord nella Repubblica Democratica del Congo.
È un centro di conflitti tra l'esercito congolese e le milizie, come quella di Laurent Nkunda, che ha afflitto il Congo orientale, dopo la fine della seconda guerra del Congo e che minaccia di avviare un terzo conflitto.

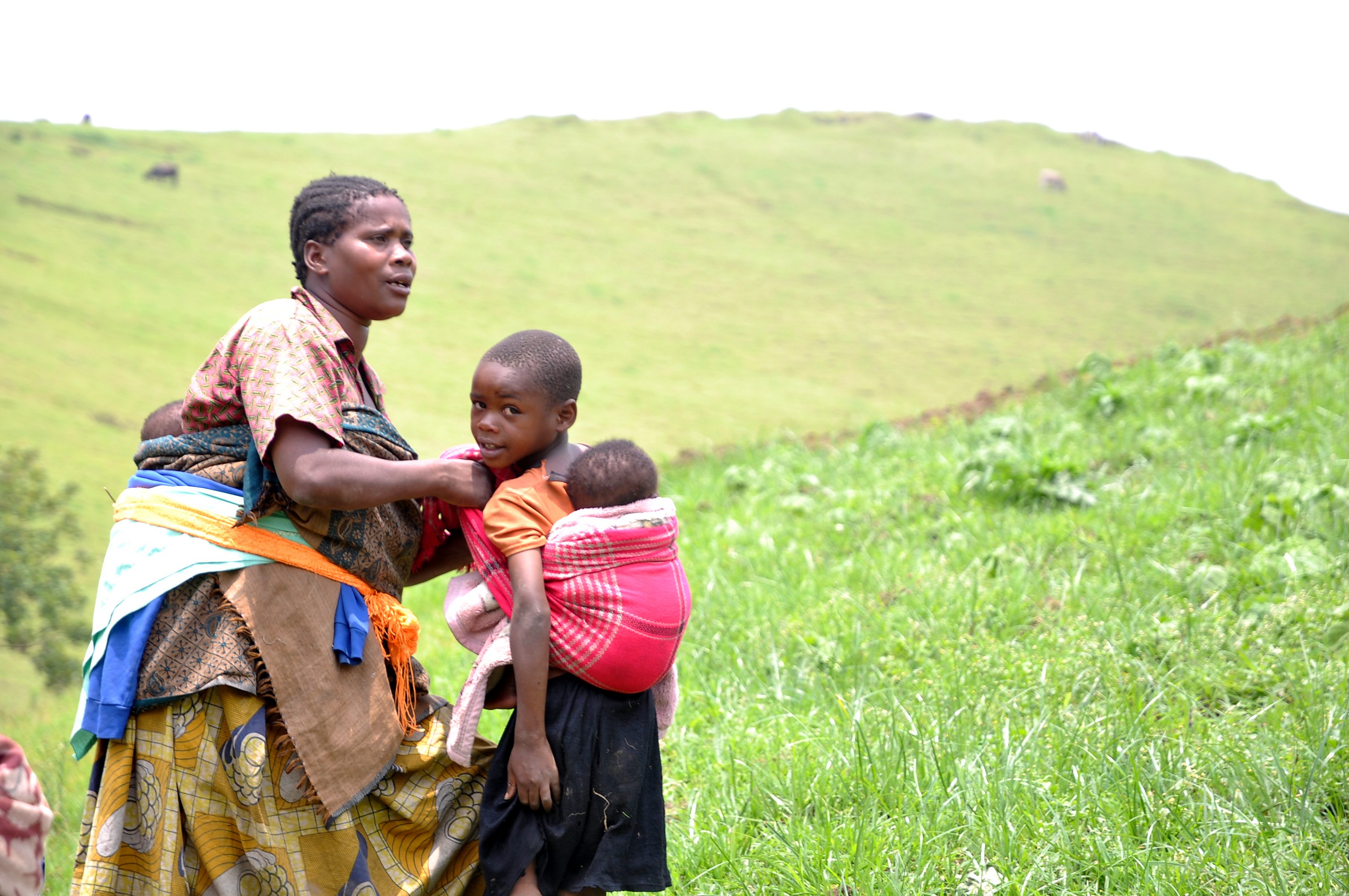
Famiglia rifugiata (2015)

L'ospedale di Masisi è interamente gestito dalla ONG Medici Senza Frontiere. La città, nonostante la presenza della missione di pace delle Nazioni Unite conosciuta come MONUSCO, è inaccessibile per gran parte del tempo a causa dei combattimenti.
Concern Worldwide, un'organizzazione umanitaria irlandese, offre assistenza di emergenza agli sfollati nei campi in territorio di Masisi.
Le lingue locali parlate sono il francese, swahili, hunde e kinyarwanda.